# Mistrzostwa Polski w Judo 1974
18. edycja Mistrzostw Polski w judo odbyła się w dniu 25 maja 1974 roku w Bytomiu. W mistrzostwach rywalizowali jedynie mężczyźni.

## Medaliści  mistrzostw Polski

### mężczyźni
| Konkurencja: | Złoto:                | Srebro:            | Brąz:                                           |
| -63 kg       | Stanisław Mieczkowski | Adam Bes           | Jerzy Wołoch Jan Operacz                        |
| -70 kg       | Antoni Zajkowski      | Lech Morus         | Marian Tałaj Gwardia Koszalin Władysław Surówka |
| -80 kg       | Adam Adamczyk         | Antoni Reiter      | Jarosław Brawata Jan Kowlewski                  |
| -93 kg       | Włodzimierz Lewin     | Zbigniew Bielawski | Wojciech Dworczyński Ksawery Borowik            |
| +93 kg       | Waldemar Zausz        | Wojciech Reszko    | Jarosław Paszkiewicz Ryszard Urbanowicz         |
| open         | Marian Kolarczyk      | Włodzimierz Lewin  | Ksawery Borowik                                 |